# 新疆维吾尔自治区人民代表大会常务委员会
新疆维吾尔自治区人民代表大会常务委员会（維吾爾語：شىنجاڭ ئۇيغۇر ئاپتونوم رايونلۇق خەلق قۇرۇلتىيى دائىمىي كومىتېتى‎，简称新疆维吾尔自治区人大常委会）是新疆维吾尔自治区人民代表大会的常设机关，对新疆维吾尔自治区人民代表大会负责并报告工作。其主要职能是立法、监督、人事任免、重大事项决定、人民代表大会理论研究等。

## 历史沿革
中华人民共和国1954年宪法及地方组织法，未设置一级行政区人民代表大会的常设机关。
1979年7月，第五届全国人民代表大会第二次会议通过《关于修正中华人民共和国宪法若干规定的决议》，其中规定：“县和县以上地方各级人民代表大会设立常务委员会，它是本级人民代表大会的常设机关”。1979年8月26日至9月5日，召开新疆维吾尔自治区第五届人民代表大会第二次会议，选举产生自治区第五届人民代表大会常务委员会。1979年9月7日，召开常委会第一次会议，决定设立自治区人大常委会办事机构。

## 机构设置
新疆维吾尔自治区第十三届人民代表大会常务委员会设有以下机构：
- 办公厅
  - 人事处
  - 调查研究室
  - 信访局
  - 督察处
  - 行政处
  - 会务处
  - 翻译处
  - 保卫处
  - 老干处
  - 秘书处
  - 培训中心
  - 新闻处
  - 信息中心
  - 机关党委
- 法制工作委员会
- 财政经济工作委员会
- 监察和司法工作委员会
- 农业与农村工作委员会
- 教育科学文化卫生工作委员会
- 民族宗教外事华侨工作委员会
- 代表人事工作委员会
- 环境与资源保护工作委员会
- 社会建设委员会

事业单位
- 南山干部休养所
- 新疆人大杂志社
- 新疆人民会堂
- 新疆维吾尔自治区人大常委会机关服务中心

## 历届组成人员

### 第五届
- 任期：1979年9月－1983年4月
- 主任：铁木尔·达瓦买提
- 副主任：谭友林、王振文、伊尔哈里、杨一青、木沙也夫、陆学斌、玛依努尔·哈斯木、张凤岐、赵予征、禹占林、阿曼吐尔、吐尔逊·阿塔吾拉、买合苏德·铁依波夫、王鹤亭、赛甫拉也夫（1980年12月4日补选）、刘思聪（1980年12月4日补选）
- 秘书长：王振文

### 第六届
- 任期：1983年4月－1988年1月
- 主任：铁木尔·达瓦买提 → 阿不冬·尼亚孜（1985年12月9日当选）
- 副主任：赛甫拉也夫、杨一青、陆学斌（1985年5月9日辞任）、曹达诺夫·扎伊尔、任戈白（1986年6月3日辞任）、阿不列孜·木合买提、黄浴尘、玛依努尔·哈斯木、禹占林、阿曼吐尔、买合苏德·铁依波夫、王鹤亭、胡赛音·斯牙巴也夫、夏尔西别克·司的克（1984年6月26日补选）、李嘉玉（1985年12月9日当选）、张少彭（1986年6月补选）
- 秘书长：

### 第七届
- 任期：1988年1月－1993年1月
- 主任：阿不冬·尼牙孜
- 副主任：李嘉玉、曹达诺夫·扎伊尔、玛依努尔·哈斯木、陈西夫（1991年5月18日辞任）、买合苏德·铁依波夫、夏尔西别克·司的克、张少彭、马明亮、库尔班阿里、阿不都热依木·力提甫、许鹏、吐尔巴依尔、张思学（1991年5月18日补选）、石庚（1991年5月18日补选）、阿不拉尤夫（1991年5月18日补选）
- 秘书长：牙生·那斯尔

### 第八届
- 任期：1993年1月－1998年5月
- 主任：阿不冬·尼牙孜
- 副主任：颉富平、何德尔拜（1996年4月6日辞任）、玉素甫·穆罕默德、吐尔巴依尔、许鹏、马存亮、谢宏（1995年2月23日罢免）、胡吉汉·哈克莫夫、阿米娜·阿帕尔、哈德斯·贾那布尔（1996年4月补选）、崔光华（1996年4月补选）
- 秘书长：买买提·司马义

### 第九届
- 任期：1998年5月－2003年1月
- 主任：阿不冬·尼牙孜
- 副主任：李逢滋、海里且姆·斯拉木、许鹏（2001年1月4日辞任）、章恒、米吉提·纳斯尔、哈德斯·贾那布尔、胡吉汉·哈克莫夫、苏来依曼·捏提卡布力（2001年1月4日辞任）、马建国、阿不都热依木·阿米提（2001年1月15日补选）、王怀玉（2001年1月15日补选）、阿山拜克·吐尔地（2001年1月15日补选）
- 秘书长：买买提·司马义（2000年6月2日辞任） → 买买提·热介甫（2001年1月15日补选）

### 第十届
- 任期：2003年1月－2008年1月
- 主任：阿不来提·阿不都热西提 → 阿不都热依木·阿米提（2004年1月14日当选）
- 副主任：阿不都热依木·阿米提、王怀玉（2006年1月23日辞任）、海里且木·斯拉木、达列力汗·马米汗、买买提明·扎克尔、胡吉汉·哈克莫夫、马建国、宋汝鹄、阿山拜克·吐尔地、杜秦瑞、张国梁（2006年1月补选）
- 秘书长：买买提·热介甫

### 第十一届
- 任期：2008年1月－2013年1月
- 主任：艾力更·依明巴海[3]
- 副主任：张国梁（2012年1月辞任）、阿勒布斯拜·拉合木（2012年1月辞任）、杜秦瑞、栗智、乃依木·亚森（2012年1月辞任）、买买提明·牙生、乔吉甫、马明成、王会民（2012年1月补选）、毛肯·赛衣提哈木扎（2012年1月补选）、穆铁礼甫·哈斯木（2012年1月补选）
- 秘书长：尼相·依不拉音（2012年1月辞任）

### 第十二届
- 任期：2013年1月－2018年1月
- 主任：艾力更·依明巴海 → 雪克来提·扎克尔（2014年1月20日当选，2014年12月31日辞任） → 乃依木·亚森（2015年1月24日当选[4]）
- 副主任：王永明、贾帕尔·阿比布拉（2016年1月16日辞任）、马明成、铁力瓦尔迪·阿不都热西提（2016年1月16日辞任[5]）、王会民（2014年1月20日辞任）、穆铁礼甫·哈斯木（2014年12月辞任）、约尔古丽·加帕尔、董新光、张博（2015年1月24日当选）、里加提·苏里堂（2015年1月24日当选）、马宁·再尼勒（2016年1月16日当选）、伊那木·乃斯尔丁（2016年1月16日当选[6]）、钱智（2017年1月13日当选）
- 秘书长：阿斯哈尔·吐尔逊

### 第十三届
- 任期：2018年1月－2023年1月
- 主任：肖开提·依明
- 副主任：朱海仑（2021年2月5日辞任[7]）、李学军、王永明（2021年2月5日辞任[7]）、穆铁礼甫·哈斯木（2021年2月5日辞任[7]）、董新光、巴代（2022年1月27日辞任[8]）、古丽夏提·阿不都卡德尔（2021年2月5日辞任[7]）、马宁·再尼勒（2021年2月5日辞任[7]）、索跃、李宁平（2021年2月5日当选[9]）、祖木热提·吾布力（2021年2月5日当选[9]，2021年11月27日辞任[10]）、托乎提·亚克夫（2021年2月5日当选[9]）、木合亚提·加尔木哈买提（2021年2月5日当选[9]）、沙尔合提·阿汗（2022年1月27日当选[11]）、赵青（2022年1月27日当选[11]）、哈德尔别克·哈木扎（2022年1月27日当选[11]）
- 秘书长：王永明（2021年2月5日辞任[7]） → 穆塔里甫·肉孜（2021年2月5日当选[9]）

### 第十四届
- 任期：2023年1月－
- 主任：祖木热提·吾布力（女，维吾尔族）
- 副主任：李宁平、托乎提·亚克夫（维吾尔族）、木合亚提·加尔木哈买提（哈萨克族）、迪力夏提·柯德尔汗（柯尔克孜族）、平新来、王国和、买买提明·卡德（维吾尔族）
- 秘书长：穆塔里甫·肉孜